# Angela Bulloch
Pour les articles homonymes, voir Bulloch.
Angela Bulloch, née en 1966 à Rainy River (en) en Ontario au Canada, est une plasticienne et artiste multimédia contemporaine canadienne, associée aux Young British Artists. Elle travaille et vit entre Londres et Berlin.

## Biographie
Angela Bulloch fait ses études d'art de 1984 à 1988 au College Goldsmiths de l'Université de Londres. Elle expose ses premiers travaux lors de l'exposition Freeze, en 1988, à Londres. En 1989, elle obtient le prix Whitechapel Artist Award.

## Œuvre
Angela Bulloch interroge le comportement et le conditionnement social. Elle porte un regard critique sur la société de consommation et l'histoire de l'art. Son travail consiste à relire les procédures de l'art conceptuel et minimaliste des années 1960.
Angela Bulloch crée des sculptures et des installations. Elle produit des œuvres sonores et lumineuses, des séries de photographies, des machines à dessiner, des vidéos, des installations interactives,. La présence des spectateurs interfère sur l’œuvre.
Dans les années 1990, elle installe des machines à dessiner (Bettaville, 1994) qui agissent en fonction du nombre de personnes présentes et de leurs mouvements. Ce qui l'intéresse, c'est de proposer une expérience aux visiteurs. Elle recherche la collaboration et la participation du public.
Dans la vidéo King of Comédy, de 1991, elle reprend une séquence du film de Martin Scorsese. Le spectateur est plongé dans une foule qui attend un personnage absent pour applaudir.

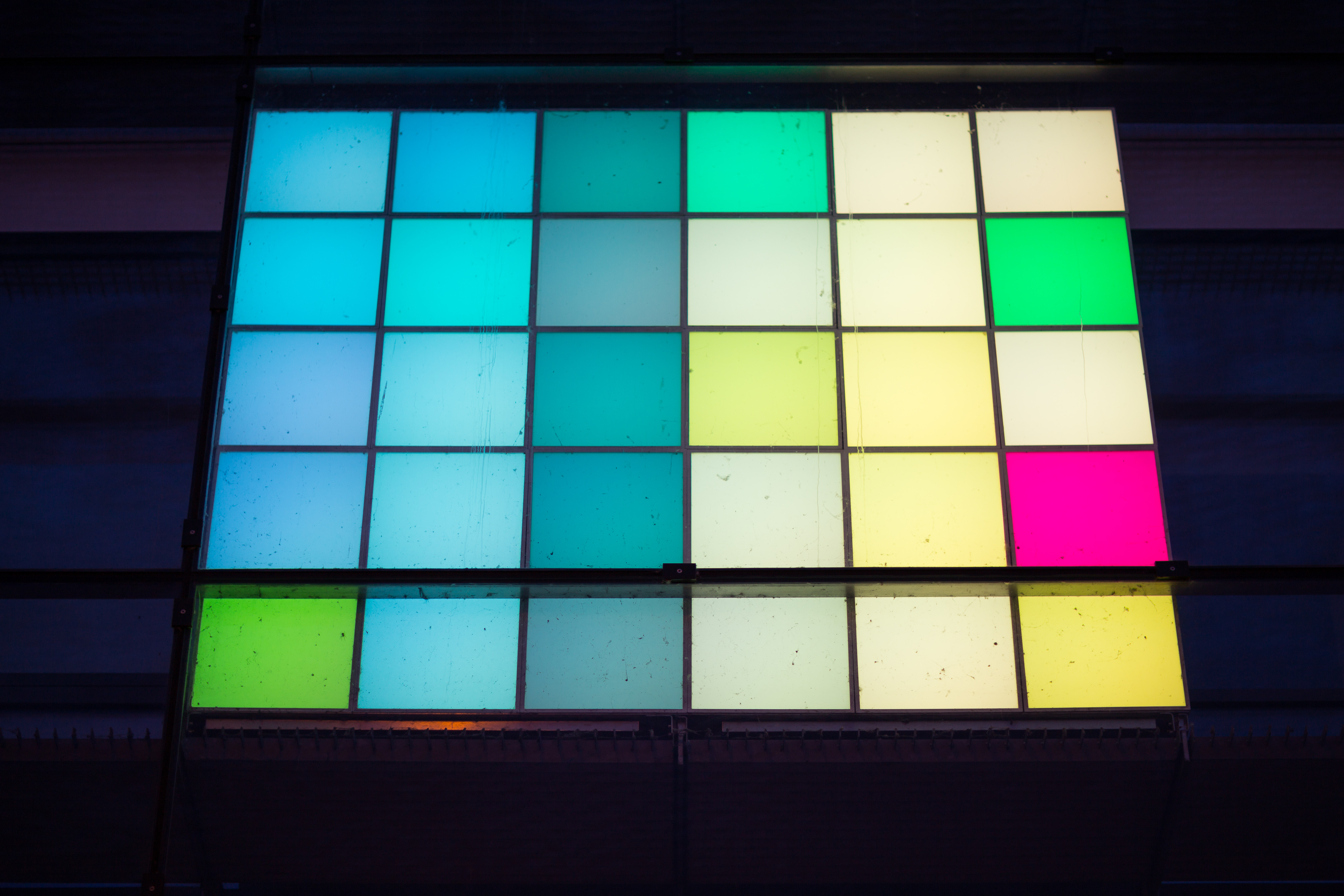
Pacific Rim à Hanovre

Angela Bulloch fait appel à l'art numérique. Avec l'artiste Holger Friese, elle propose les Pixel Boxes. Ces boîtes lumineuses peuvent générer 16 millions de couleurs. Chaque boîte contient trois composants lumineux : rouge, vert , bleu. Cela correspond à la façon dont est codifiée la lumière. Chaque boîte représente un pixel d'une image qu'elle extrait du répertoire cinématographique ou de la photographie.
Dans Horizontal technicolour de 2002, elle reprend, les scènes de 2001, l'Odyssée de l'espace de Stanley Kubrick. Les cubes fonctionnent comme des haut-parleurs et diffusent une bande-son.
En 2006, Incubate Lactate Perambulate dans le cadre de l'aménagement de la ligne 3a du tramway d'Île-de-France. C'est une installation lumineuse et colorée faite de 27 cubes de 50 cm de côté, disposés horizontalement pour former une ligne de 13,50 m. Cette ligne vient trancher avec l'austérité du bâtiment en brique rouge.
Dans le cadre d'Estuaire 2009, à Nantes, Angela Bulloch installe une œuvre pérenne dans l'espace public, intitulée The Zebra Crossing. S'inspirant des passages piétons anglais, elle propose une connexion entre le bâtiment le Manny et son environnement, troublant le promeneur. Le passage piéton ne se limite pas à la chaussée, il se prolonge dans le bâtiment.
Angela Bulloch a participé à l'exposition Cycle Futur antérieur, séquence automne-hiver 2010-2011, organisée par le MAMCO Genève avec la collection Nord 2.

## Citation de l'artiste
« J'aime cette apparente contradiction qui consiste à définir quelque chose qui est toujours sujet au changement. »

## Principales expositions monographiques
Les œuvres d'Angela Bulloch sont régulièrement exposées. On compte plus de 80 expositions personnelles.

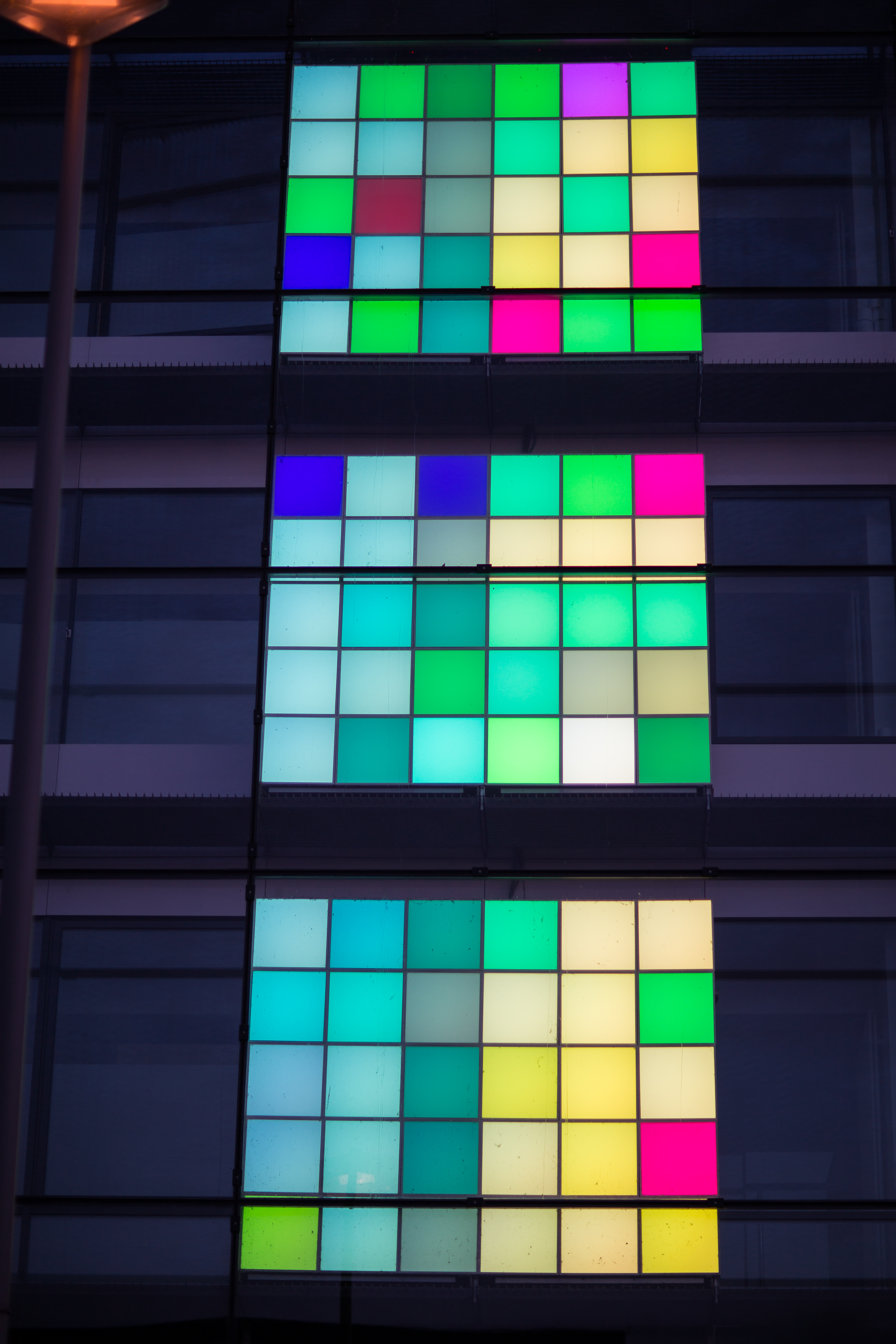
Pacific Rim : façade de bâtiment à Hanovre

- 2015, TELE-Genic, Kunstmuseum Bonn, Bonn, Allemagne
- 2014, Cipher of L, Rolls-Royce Showroom, Berkeley Square, Londres, UK

- 2012, Short Big Drama, Witte de With Center for Contemporary Art, Rotterdam, Pays-Bas
- 2011, Time and Line, Städtische Galerie Wolfsburg, Allemagne
- 2010, KW69 #1 Molecular Etwas by Angela Bulloch, Kunst Werke Berlin, Allemagne
- 2008, Angela Bulloch, Zhang Jiang Public Art Project, Shanghai, China
- 2007, Repeat Refrain, Enel Contemporanea/ Museo dell' Ara Pacis, Rome, Italy
- 2006, Angela Bulloch, The Power Plant Contemporary Art Gallery, Toronto, Canada
- 2006, Angela Bulloch, De Pont Museum voor Hedendaagse Kunst, Tilburg, Pays-Bas
- 2005, Angela Bulloch, Modern Art Oxford, Oxford, UK
- 2005, To the Power of 4, Secession, Vienne, Austriche
- 2005, Angela Bulloch, Le Consortium, Dijon, France
- 2003, Angela Bulloch/Matrix 206: Macromatrix for your Pleasure, UC Berkeley Art Museum, EU
- 2002, Material O1, Institute of Visual Culture Cambridge, Cambridge, UK
- 2002, Macro-World: One Hour3 and Canned, Schipper & Krome, Berlin, Germany
- 2002, Macro-World, 1301PE, Los Angeles, États-Unis
- 2001, Z Point, Kunsthaus Glarus, Glarus, Suisse
- 2000 , Headless + Tripping, 1301PE, Los Angeles, EU
- 1999, Angela Bulloch, Galerie für Zeitgenössische Kunst, Leipzig, Allemagne
- 1999, Angela Bulloch, with Sylvie Fleury, Mehdi Chouakri, Berlin, Allemagne
- 1998, Superstructure, Museum für Gegenwartskunst, Zurich, Autriche
- 1997, Vehicles, Le Consortium, Dijon, France
- 1994, Angela Bulloch, Kunstverein Hamburg, Germany; traveled to FRAC Languedoc-Roussillon, Aldebaran, Baillargues, France
- 1993, Angela Bulloch, Centre pour la Création Contemporaine, Tours, France[2]
- 1990, Angela Bulloch, APAC Centre d'Art Contemporain, Nevers, France